# NGC 5599
NGC 5599 est une galaxie spirale située dans la constellation de la Vierge. Sa vitesse par rapport au fond diffus cosmologique est de 7 460 ± 17 km/s, ce qui correspond à une distance de Hubble de 110,0 ± 7,7 Mpc (∼359 millions d'al). NGC 5599 a été découverte par l'astronome germano-britannique William Herschel en 1793.
La classe de luminosité de NGC 5599 est II et elle présente une large raie HI.
À ce jour, 14 mesures non basées sur le décalage vers le rouge (redshift) donnent une distance de 89,050 ± 11,241 Mpc (∼290 millions d'al), ce qui est à l'extérieur des valeurs de la distance de Hubble. Notons que c'est avec la valeur moyenne des mesures indépendantes, lorsqu'elles existent, que la base de données NASA/IPAC calcule le diamètre d'une galaxie et qu'en conséquence le diamètre de NGC 5599 pourrait être d'environ 53,7 kpc (∼175 000 al) si on utilisait la distance de Hubble pour le calculer.